# Добрыднева, Анна Юрьевна
А́нна Юрьевна Добры́днева (укр. Ганна Юріївна Добриднєва; род. 23 декабря 1985, Кривой Рог, Днепропетровская область) — украинская певица, автор песен, телеведущая, солистка группы «Пара Нормальных». С 2014 года активно работает над сольным проектом «Анна Добрыднева». Песни и клипы Анны Добрыдневой активно ротируются на радио и телевидении Украины и стран постсоветского пространства. Авторские синглы «Пасьянс» и «Бабочка» стали официальными саундтреками к популярному сериалу «Молодежка-2». Авторский сингл «Не отпускай» стал официальным саундтреком к сериалу «Игра в судьбу».

## Биография
Родилась 23 декабря 1985 года в городе Кривой Рог.
Мама Наталья Викторовна Добрыднева (род. 14.05.1960) — преподаватель фортепиано, импровизации и композиции в детской музыкальной школе, автор сборника фортепианных дуэтов, автор собственной программы по методике преподавания импровизации в музыкальных школах.
Папа Юрий Дмитриевич Добрыднев (род. 18.02.1957) — инженер по наладке испытаний. Лаборатория горной механики, неразрушающего контроля и технической диагностики.
С раннего детства Анна увлекалась музыкой и пением.  С 16 лет Анна выступала в doom-metal группе Mournful Gust, с которой объездила всю страну, а также побывала на гастролях в странах Ближнего зарубежья.
После окончания детской музыкальной школы в городе Кривой Рог поступает в Криворожское музыкальное училище (Специальность «Музыкальное искусство»). Затем Национальный Педагогический Университет им. Драгоманова (Факультет «Музыкальное искусство») и Национальный технический университет Украины «Киевский Политехнический Институт» (Специальность «Административный менеджмент» квалификация «Менеджер по административной деятельности»).
Участвовала в конкурсах академического вокала, фортепианной музыки, хоровых конкурсах, джазовых фестивалях.
Принимала участие и была солисткой во многих музыкальных группах.
1998 г. — 2003 г. — солистка джаз-хорала «Nota bene» (jazz a capella)
2000 г. — 2001 г. — группа «Mourmful Gust» (gothic doom/death metal)
2002 г. — 2004 г. — группа «Стан» (nu-metal)
2006 г. — 2009 г. — группа «KARNA» (alternative rock)

## Клипы
| Год  | Клип                              | Режиссёр                           |
| ---- | --------------------------------- | ---------------------------------- |
| 2003 | СТАН - Останнє                    | Осичанський Василь (Україна)       |
| 2009 | KARNA - В обіймах сплячого Сонця  | Вито Бакин (Украина)               |
| 2014 | Бабочка (ОСТ «Молодежка-2)        | Gritz (Украина)                    |
| 2015 | Пасьянс (ОСТ «Молодежка-2)        | Сергей Сторожев (Украина)          |
| 2015 | Футболка                          | Henry Lipatov (USA)                |
| 2015 | Я сильная                         | Влад Кочатков (Украина)            |
| 2016 | Футболка remix by DJ Lutique      | Henry Lipatov (USA)                |
| 2016 | Небо                              | Сергей Сторожев (Украина)          |
| 2016 | Ты свет                           | Henry Lipatov (USA)                |
| 2017 | Між нами                          | Ross Lane (Украина)                |
| 2018 | Тіло                              | Ross Lane (Украина)                |
| 2019 | За зимой                          | Ross Lane (Украина)                |
| 2020 | Молоді                            | Андрей Гребенкин (Украина)         |
| 2020 | Не жаль                           | Андрей Аксёнов (Aksonov Films) USA |
| 2020 | Не отпускай (OST "Игра в судьбу") | Андрей Гребенкин (Украина)         |

## Достижения
- номинантка премии «Viva! Найкрасивіші 2018»[13]
- участница и наставница боксерского проекта «Битва»[14]
- создатель собственной линии нижнего белья «A Fight» (в коллаборации с брендом Reine Rouge)[15][16]
- Brand ambassador международного бренда профессиональной косметики KODI PROFESSIONAL
- украсила обложку журнала Playboy[17]